# Hoffman, North Carolina
Hoffman är en ort i Richmond County i delstaten North Carolina, USA.